# Wola Łęcieszycka
Wola Łęcieszycka – dawny wąskotorowy kolejowy przystanek osobowy w Woli Łęczeszyckiej, w gminie Belsk Duży, w powiecie grójeckim, w województwie mazowieckim, w Polsce. Istnieje różnica w pisowni pomiędzy nazwą przystanku a nazwą wsi, w której jest położony.
Oddziały rosyjskie wybudowały tymczasową wojskową wąskotorową linię kolejową przebiegającą w miejscu późniejszego przystanku w maju 1915 roku, ale rozebrały ją w czasie wycofywania się w drugiej połowie lipca 1915 roku. Odbudowany odcinek linii kolejowej pomiędzy Grójcem a Kozietułami, przebiegający przez przystanek, oddano do użytku 5 lutego 1917 roku, jednak sam przystanek powstał w maju 1938 roku.
W obrębie przystanku znajdował się peron ziemny położony po wschodniej stronie toru. Na przystanku nigdy nie było budynku dworcowego.
Przystanek obsługiwał rozkładowy ruch pasażerski do 1 stycznia 1988 roku, zaś ruch towarowy został zamknięty 1 września 1996 roku. Ruch pociągów turystycznych został wstrzymany w maju 2001 roku, zaś ostatni pociąg techniczny dojechał na przystanek w lipcu 2002 roku. Od tego czasu przystanek nie obsługiwał ruchu kolejowego.